# Cryptanthus acaulis
Cryptanthus acaulis är en gräsväxtart som först beskrevs av John Lindley, och fick sitt nu gällande namn av Johann Georg Beer. Cryptanthus acaulis ingår i släktet Cryptanthus, och familjen Bromeliaceae. Inga underarter finns listade i Catalogue of Life.

## Bildgalleri

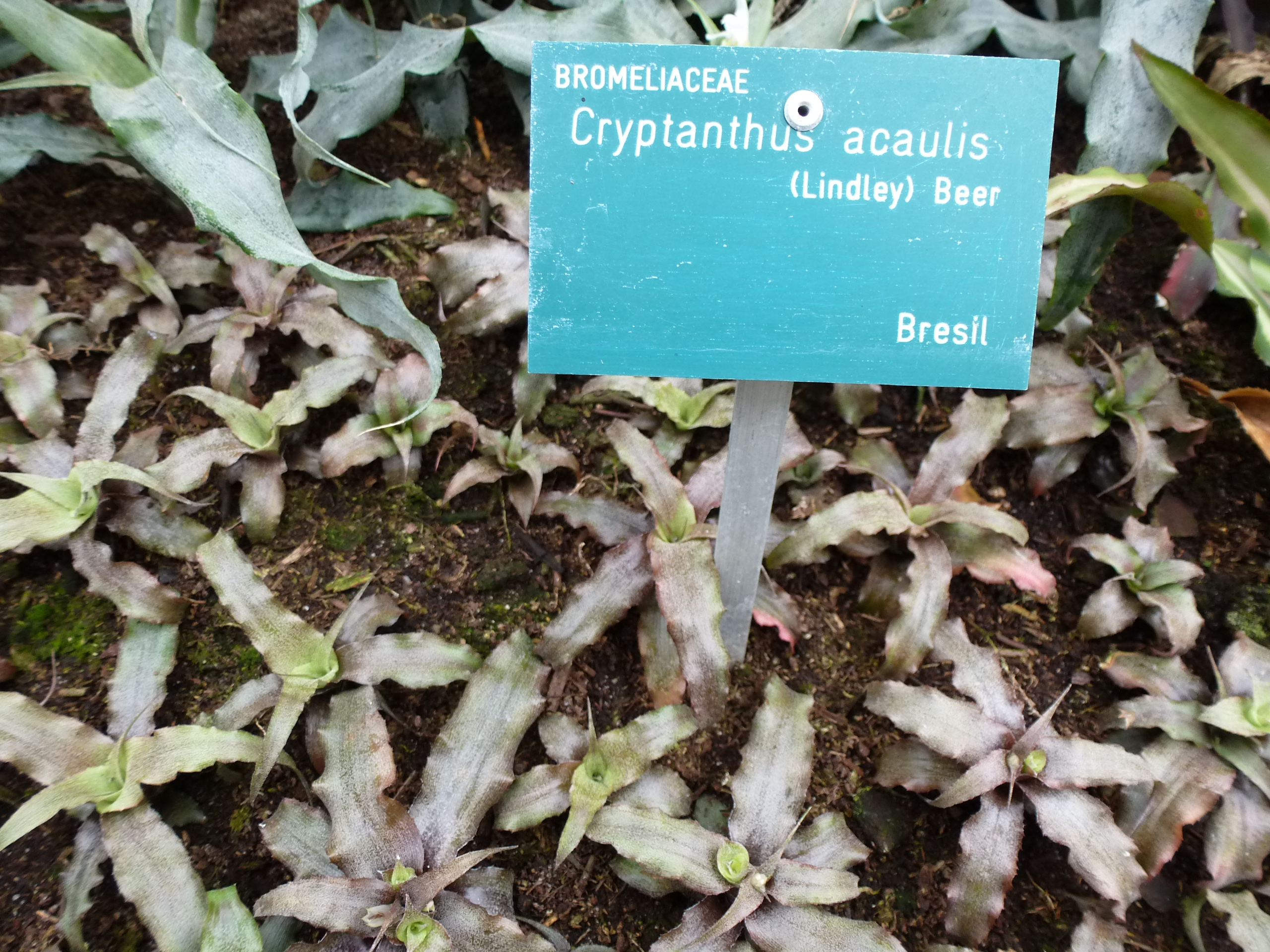
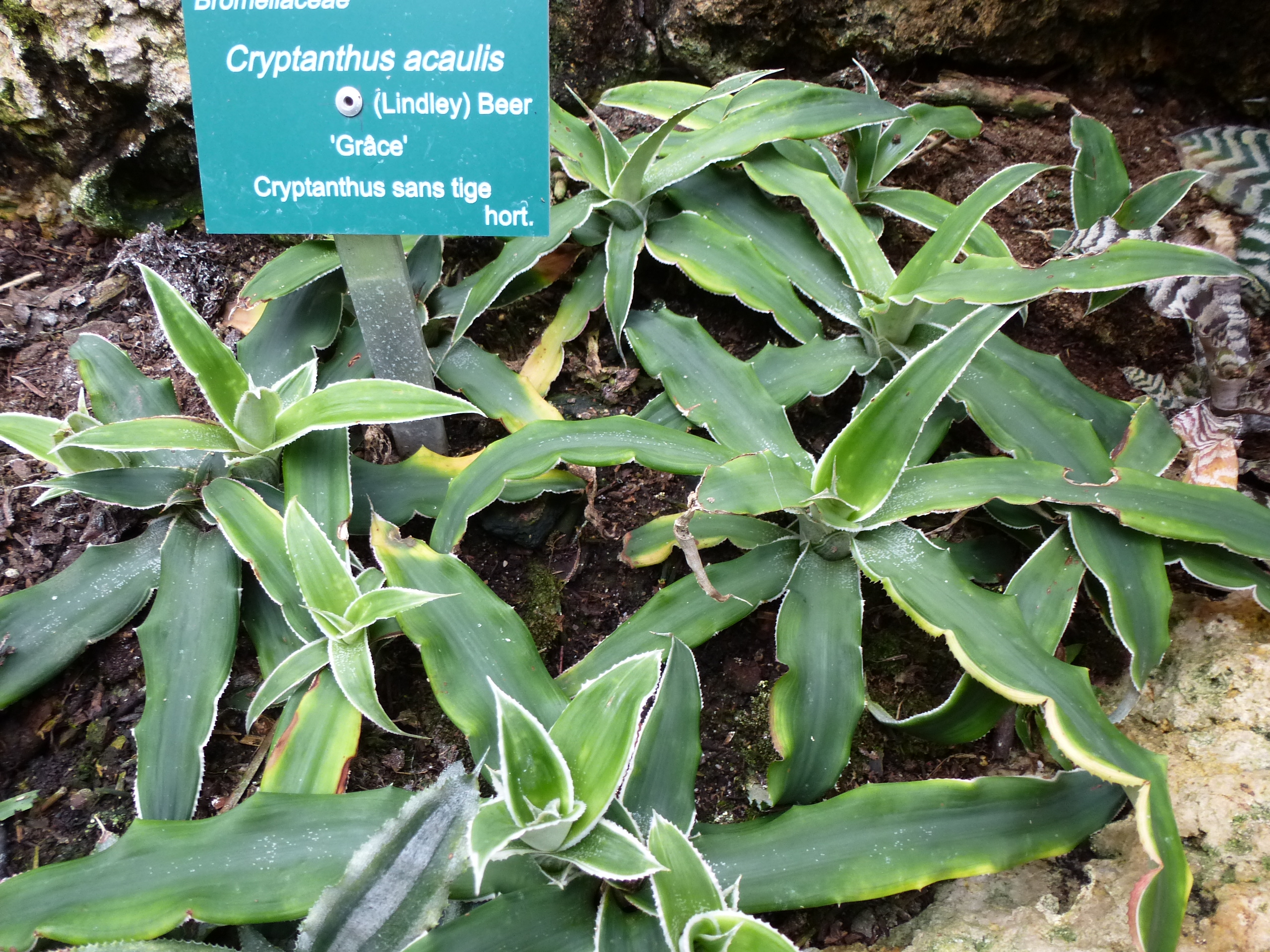
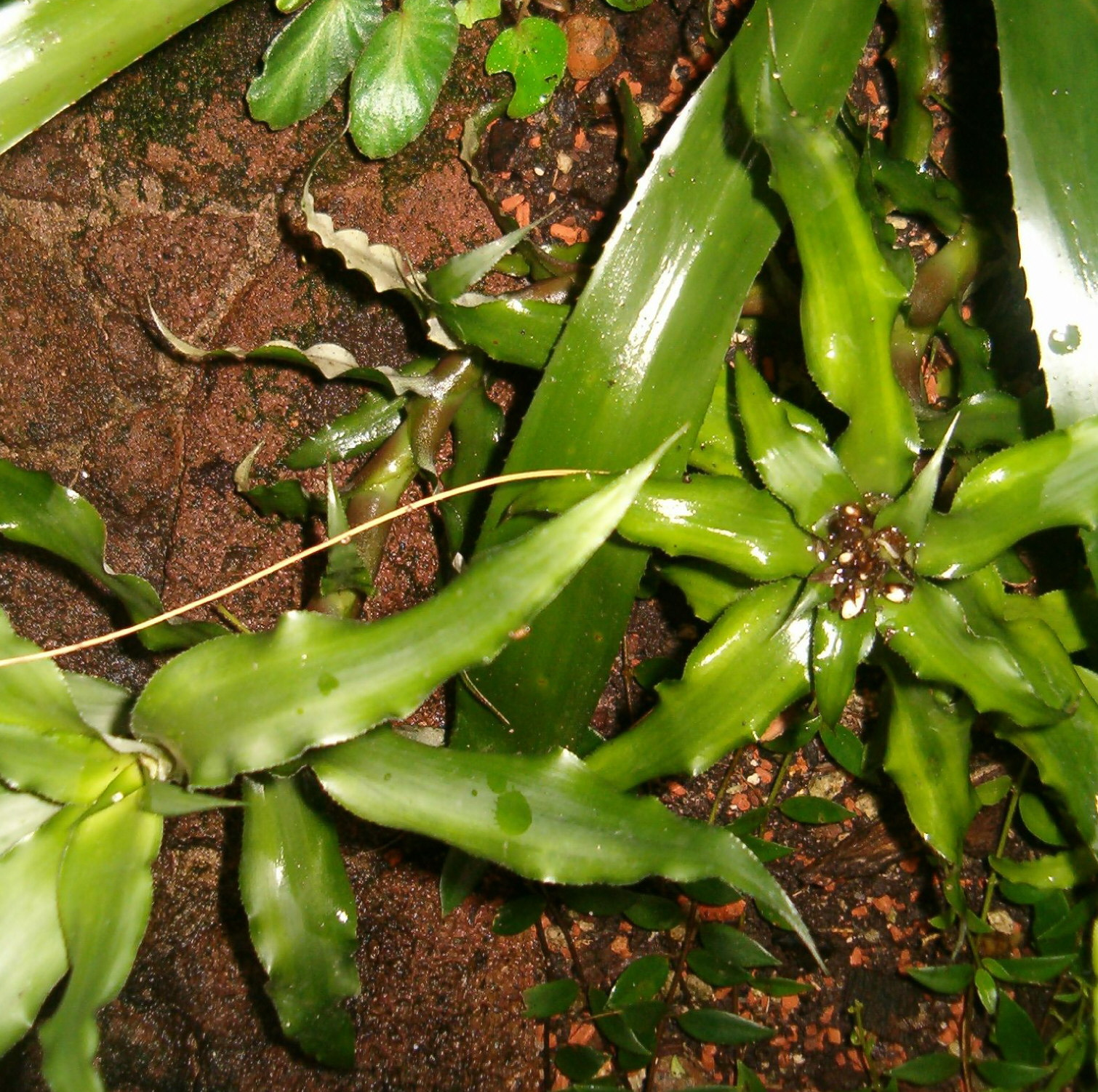
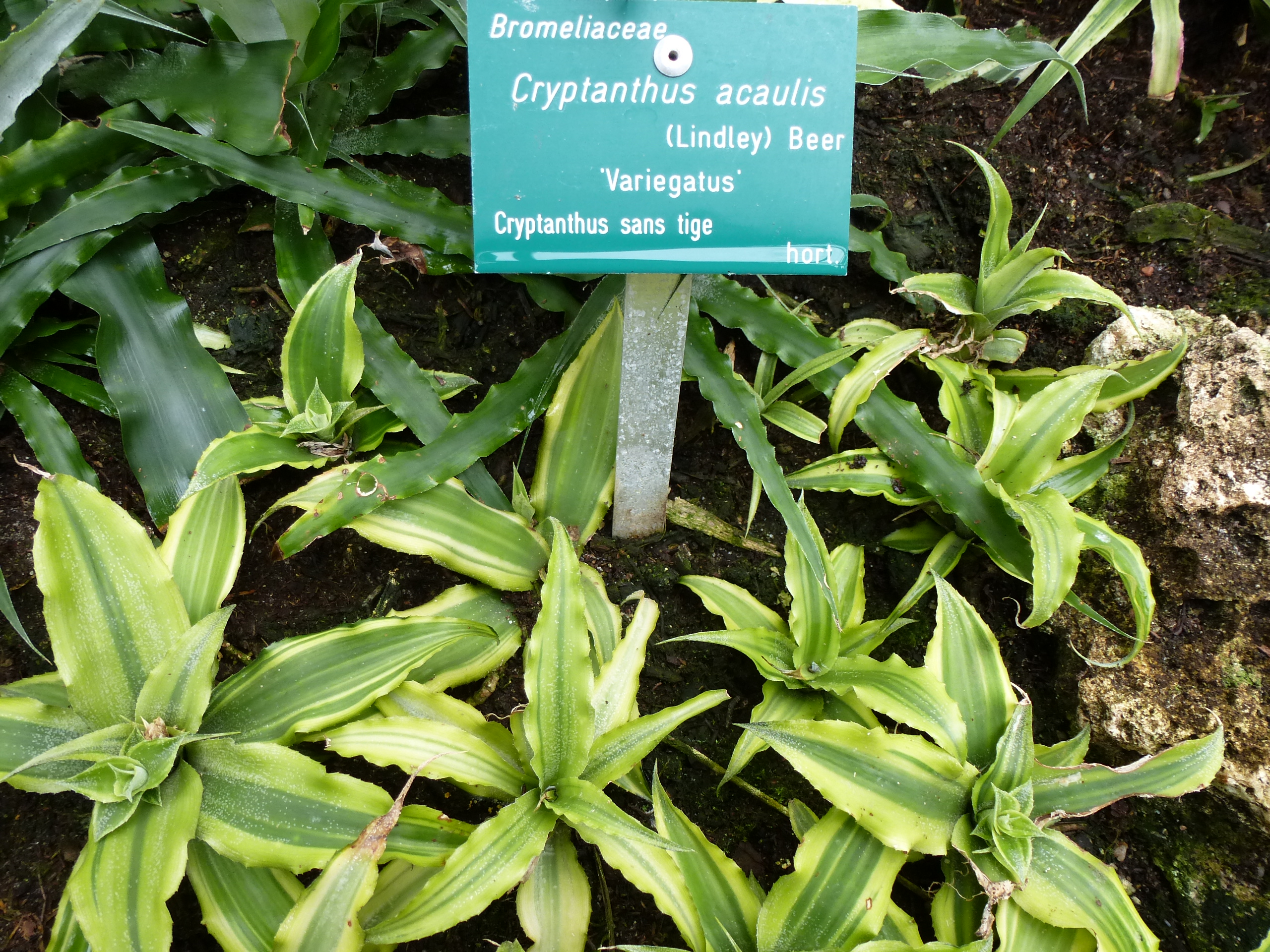